# Équipe d'Iran féminine de football
Cet article traite de l'équipe féminine. Pour l'équipe masculine, voir Équipe d'Iran de football.
Maillots
L'équipe d'Iran féminine de football est l'équipe nationale qui représente l'Iran dans les compétitions majeures de football féminin : la Coupe du monde féminine de football, les Jeux olympiques d'été, la Coupe féminine d'Asie. La sélection féminine iranienne est sous l'égide de Fédération d'Iran de football.

## Historique
L'équipe d'Iran ne s'est qualifiée pour aucune des éditions des principales compétitions mondiales. Elle participe par contre régulièrement au Championnat d'Asie de l'Ouest depuis 2005, dont elle prend la 2e place en 2005, 2007 et 2011. Elle est aussi deuxième du Championnat d'Asie centrale féminin de football en 2018 et en 2022.
Lors d'un match qualificatif contre la Jordanie à Amman en juin 2011, les Iraniennes sont interdites de terrain par l'arbitre de la rencontre au motif du port du voile, ce qui les prive de la possibilité de se qualifier pour les Jeux olympiques de 2012,. L'International Football Association Board réuni au siège de la FIFA à Zurich décide à l’unanimité d'autoriser à titre temporaire le 5 juillet 2012 le port du foulard, selon des spécifications (équipement, couleur et dessin) devant être définis d'ici la réunion annuelle de travail de l’IFAB à Glasgow en octobre 2012. Cette autorisation du voile est confirmée par la FIFA le 1er mars 2014. 
En 2014, à la suite de tests de féminité, plusieurs femmes trans n'ayant pas encore finalisé leur opération de réassignation sexuelle sont disqualifiées,.

## Classement FIFA
| Année              | 2007 | 2008 | 2009 | 2010 | 2011 | 2012 | 2013 | 2014 | 2015 | 2016 | 2017 | 2018 | 2019 | 2020       | 2021 | 2022 | 2023 | 2024 |
| ------------------ | ---- | ---- | ---- | ---- | ---- | ---- | ---- | ---- | ---- | ---- | ---- | ---- | ---- | ---------- | ---- | ---- | ---- | ---- |
| Classement mondial | 144  | 48   | 51   | 53   | 56   | 53   | 53   | 133  | 59   | 128  | 56   | 60   | 70   | Non classé | 70   | 68   | 59   | 67   |
| Classement AFC     |      | 10   | 11   | 12   | 12   | 12   | 13   |      | 13   |      | 12   |      | 14   | Non classé | 14   | 13   | 12   | 12   |